# Camot 315–316
A Camot a MÁV és a GYSEV vontató-motorkocsi sorozata volt. Összesen 2 darab épült a sorozatból a Ganz és Társánál.

## Történet

### Előzmények
A személyforgalom állandó csökkenése a vasúti mellékvonalakon kívül a fővonalakon is érezhetővé vált. Ebből kifolyólag a gőzüzem egyre gazdaságtalanabbá vált. A MÁV az 1930-as évek elején ez okból kezdte el ritkítani a vonatokat, ezeken belül a gyorsvonatokat is. Ezért a Ganz az idők során több vontató motorkocsit ajánlott a MÁV-nak, a vonatok holtsúlyának csökkentésére. Több motorkocsi tesztelése után a Ganz a MÁV-val közösen elemezte 80 darab motorkocsi fenntartásának költségeit és az azok egy évben megtehető kilométereinek számát. A számításoknál egy motorkocsi éves teljesítményének 80 000 km-t vettek alapul, ami 80 motorkocsinál 6 400 000 km-t tesz ki. Ez azt jelentette, hogy az összes személyvonat kilométereinek 52,8%-át lehetne a 80 darab motorkocsival motorizálni. A motorkocsik gázolajigénye a kiváltott gőzmozdonyok 16 000 vagonnyi szénigényét váltaná fel. (Az 1930-as években a magyar szénbányák termelése 1932-ben 683 000 vagon volt.) A gázolaj a teljes széntermelés tömegének 2,35%-át helyettesítené, és ára a szén árának csak 3,05%-a lenne.

### A MÁV elvárásai
A motorkocsikat kb. 80 ülőhellyel és egy megfelelő poggyásztérrel kell ellátni. A motorkocsiknak két darab négytengelyű – „Pullmann” – kocsit, amelyek egyenként 40 tonna önsúlyuak, 90 km/h legnagyobb sebességgel vagy 8–10 darab szabványos kéttengelyű, 20 tonna önsúlyu személykocsit 60 km/h legnagyobb sebességgel történő vontatására alkalmasnak kellett lenniük. Ezeket a feltételeket úgy kellett teljesíteni, hogy a vontatandó szabványos személy- és gyorsvonati kocsikon semmilyen változtatást nem volt szabad eszközölni. Az előírt sebességhatárok (60 ill. 90 km/h) az akkori személy- ill. gyorsvonatok utazósebességei voltak. Egy másik kikötés a motorkocsi nagy sebessége ellenére annak nyugodt futása volt, kényelmessé téve az utasoknak a hosszú utakat. Ez azért is fontos volt, mert a Ganz korábban gyártott BCmot, de főleg BCymot motorkocsijainak futása még jól kiépített fővonalon is nagyon rossz volt, mivel BCmot motorkocsik oldalirányú mozgása a rövid, 6200 mm-es tengelytáv (a háromtengelyü BCymot-nál a 3100 mm-es tengelytáv) miatt nagyon erős volt. Az új Ganz motorkocsinak rendelkeznie kellett egy olyan berendezéssel, amely óránként 300–400 kg, a személykocsik fűtéséhez szükséges gőzt tud termelni. A Ganz erre a feladatra több prototípust is készített, többször módosította a terveit a próbákon szerzett tapasztalatok alapján. A MÁV az elődtípusokkal történt sok sikertelen próba után a Ganz sikeres próbát végzett motorkocsijait Camot 315–316 pályaszámmal sorozta be.

## A végleges kivitel: Camot 315–316

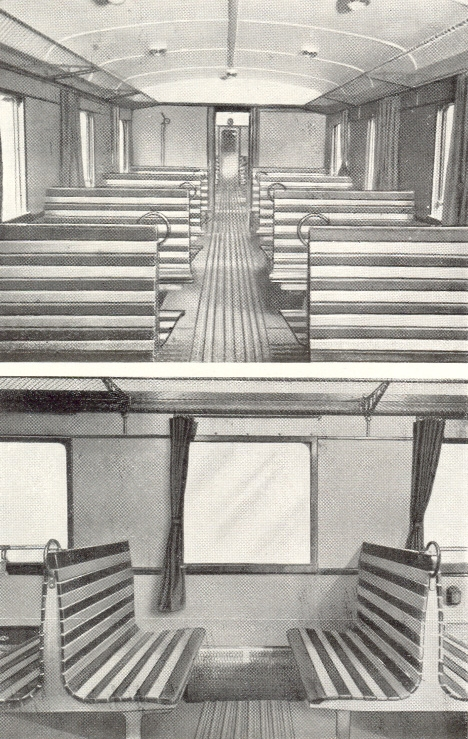
A motorkocsik utastere.

Az elvárásoknak a Ganz négytengelyű, kétmotoros motorkocsija felelt meg.

### A motorkocsik felépítése és külseje

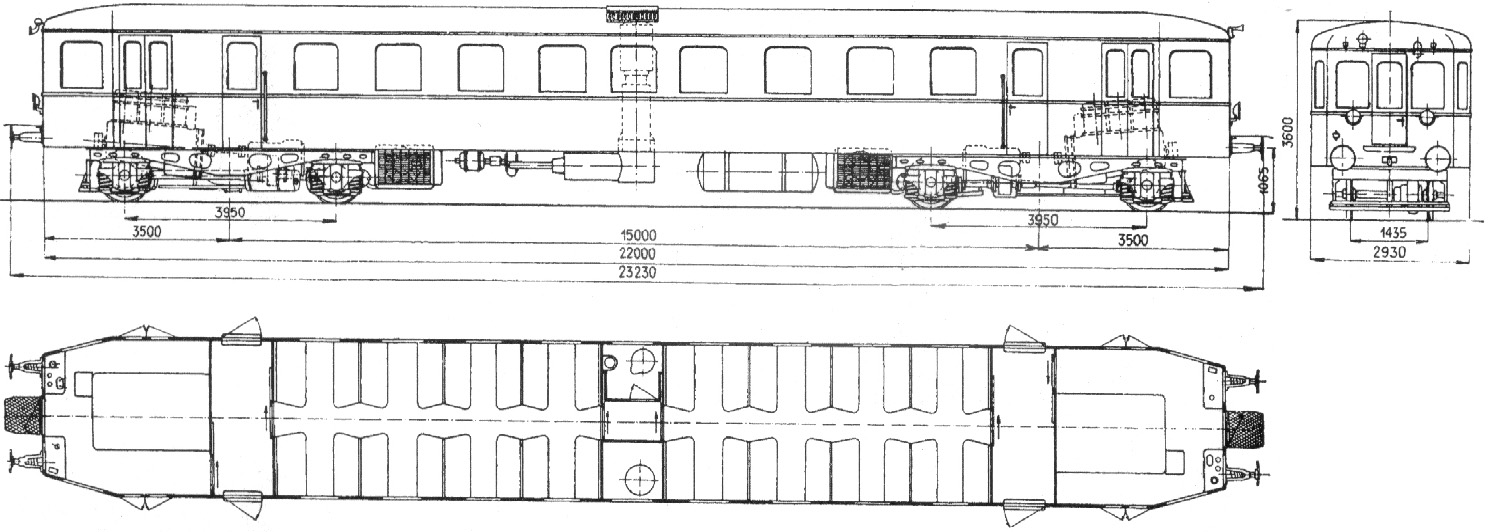
Camot 315–316 jellegrajza.

A motorkocsi vázánál és forgóvázainál a Ganz már egy újabb technológiát használt szemben a BCmot motorkocsiknál használt szegecseléssel: A Camot motorkocsik elemei acélból lettek összehegesztve. Ezáltal a motorkocsi könnyebb szerkezetű volt, mintha szegecselt lett volna. Mindazonáltal a váz így is elég erősnek bizonyult nagy tömegű vonatok vontatására, amit a szabványos vonó- és ütközőberendezéssel ellátott motorkocsik a vázuk deformálódása nélkül végre tudtak hajtani. A nagy sebesség elérése céljából a kocsitest külső alakja sima. A motorkocsik eleinek áramvonalasra tervezését az átjáróajtók miatt nem lehetett megtenni. A motorkocsi belső tere teljesen fából készült. A könnyűfémkeretes ablakokat az utastérben, a felszállóajtókban és a vezetőállásokon is le lehet húzni. A motorkocsik homlokfalán található üvegek biztonsági üvegből készültek, amik védelmet nyújtanak például madarak ellen.

### A motorkocsik vezetőállása és belső tere
A motorkocsik mindkét végén megtalálható vezetőállások úgy vannak kialakítva, hogy azokból a vontatott személykocsikba egy homlokajtón keresztül át lehet menni. A motor a vezetőállással egy térben van elhelyezve. Ez a tér egyben poggyásztérként is szolgál. A vezetőállások mögött találhatók a felszálló előterek, amelyekből egy-egy 32 vagy 40 fős harmadosztályú szakaszokba jut az utas. A szakaszokat a kocsi közepén lévő rövid folyosó köti össze, amelyből az egyik oldalon a WC és mosdó, a másik oldalon az önműködő gőzkazán fülkéje nyílik. Ez a gőzkazán csak a pótkocsik fűtését végzi. A motorkocsi utasterének fűtését – a korabeli Ganz motorkocsihoz hasonlóan – a motor hűtővize oldja meg.

### A motorkocsik gépészeti berendezései
A dízelmotorok a forgóvázakban lettek elhelyezve. Egy motor saját forgóvázának mindkét kerekét hajtja, így a motorkocsi tapadósúlya annak súlyával egyenlő. A hajtás egy irányváltón és egy ötfokozatú mechanikus váltón keresztül történik. A motorok Ganz-Jendrassik-féle VI JaR 170 típusú 220 LE névleges teljesítményű dízelmotorok, amelyek a névleges teljesítményüket 1200 min−1 fordulatnál adják le. A dízelmotorok legnagyobb teljesítménye 275 LE, amelyet a motorok 1450 min−1 fordulatnál teljesítenek. Az irányváltómű kapcsolása – ami a fogaskerekek eltolását jelenti – elektromosan, sűrített levegővel történik. Az irányváltó és a sebességváltómű közötti kapcsolatról csuklós tengely gondoskodik. A sebességváltó öt fokozatú, mechanikus váltómű, amelynek vezérlése az egyik motorkocsi esetén pneumatikus, a másiknál elektropneumatikus rendszerű. Az elektropneumatikus vezérlés nemcsak a motorkocsi két motorjának egyidejű vezérlését tette lehetővé, hanem lehetőséget biztosított két motorkocsi egyidejű vezérléséhez (ún. szinkronkapcsolat) is.

## Az 1946. évi átalakítás
1946-ban a MÁV Északi Főműhelye mindkét motorkocsit átépítette. Az átalakítás során mindkét jármű egyik forgóvázából gépiberendezést és a hozzá kapcsolódó, szabályozáshoz, vezérléshez szükséges alkatrészeket eltávolították és az érintett motorteret 2 tonna teherbírású poggyásztérré és ettől elkülönített vezetőállássá alakították. A poggyásztérben két, összesen 485 liter űrtartalmú tüzelőanyag-tartályt helyeztek el. A vezérlés az egyik motorkocsinál változatlanul pneumatikus, a másik motorkocsinál elektropneumatikus rendszerű maradt. Szintén eltávolították a vontatott kocsik fűtésére alkalmas gőzkazánt és annak víztartályát. A megmaradt gőzvezetéket átmenő kivitelűvé alakították. A kazánfülke helyén a személyzet ruháinak és a gépiberendezés tartalékalkatrészeinek tárolására alkalmas fülkét alakítottak ki. Egy motorkocsi az átalakítás után 2 db négytengelyes vagy 4 db kéttengelyes személykocsit 60 km/h sebességgel továbbíthatott.

## További pályafutásuk
A motorkocsik távolsági gyorsmotorvonatként Budapestről Debrecenen át Nyíregyházára, Pécsre, illetve Szegedre közlekedtek. Az 1950-es évek elején a motorkocsik sorozatjele BCamot-ra, majd 1956 őszén ABamot-ra változott. A két motorkocsi 1958-ban járműcserével a GySEV-hez került, ahol az ABamot 6–7 pályaszámokat kapták és a Győr–Sopron vonalon közlekedtek. A két járművet 1968-ban selejtezték.